# Фуркат
Закирджан Фуркат Хал-Мухаммад оглы (чагат. ذاکر جان فرقت ملا خال محمد اوغلى‎; 1858—1909) — узбекский поэт и публицист.
Закирджан Халмухаммед, взявший себе псевдоним Фуркат («Разлука»), родился в 1858 году в Коканде, в семье мелкого торговца-ремесленника. Он учился в мектебе, затем в медресе. Работал приказчиком. В 1889 году Фуркат переехал в Ташкент и поселился в медресе Кукельдаш. В Ташкенте поэт прожил два года. Это был самый плодотворный период в творчестве Фурката.
Его стихи — лучшие образцы узбекской лирической поэзии конца XIX — начала XX века. Многие из газелей получили известность как народные песни.
Фуркат был первым публицистом среди узбекских поэтов, писал о необходимости изучения русского языка, русской науки и техники. Фуркат стремился к просвещению для народа, чтобы через русский язык приобщиться к мировой культуре.
В 1891 году Фуркат выехал из Ташкента в Самарканд, где остановился у местного мецената Мирзо Бухари. Затем поэт побывал в Турции, Греции, Болгарии, Египте. В 1892 году Фуркат отправился в Аравию, в Мекку. Осенью 1892 года Фуркат прибыл в Бомбей. Отсюда он начал своё путешествие по Индии. Побывал в Кашмире и Кашгаре. Позже Фуркат перебрался в китайскую провинцию Синьцзян, и поселился в Яркенде.
Произведения: «Гимназия», «О науке», «О театре», «Рояль», «Суворов», «О назначении поэта и возвышенности поэзии». В переводе Н.Гребнева: «О музыкальном собрании, состоявшемся в городе Ташкенте», «О выставке в городе Ташкенте», «Обращение к ветру».

## Переводы на русский язык
См. Наум Гребнев. ИСТОКИ И УСТЬЯ. Переводы из узбекской поэзии
Изд-во Гафура Гуляма Ташкент 1983
См. Наум Гребнев. ДРУГИЕ СЛОВА. Избранные переводы из узбекской народной и классической поэзии. Издательство литературы и искусства им. Гафура Гуляма. Ташкент 1973